# Санто Стефано (Ријети)
Санто Стефано је насеље у Италији у округу Ријети, региону Лацио.
Према процени из 2011. у насељу је живело 353 становника. Насеље се налази на надморској висини од 921 м.